# Малицкий, Георгий Леонидович

Георгий Леонидович Малицкий (1886 — 24 января 1953, Москва) — российский и советский музеевед, педагог, доцент, ученый секретарь Государственного исторического музея, основоположник отечественного музееведения.

## Биография
Жил в Москве. Учился в 3-й Московской мужской гимназии, где его одноклассником был Владислав Ходасевич.
В 1911 году, после блестящего окончания  Императорского Московского Университета, он остался на кафедре русского языка и словесности историко-филологического факультета для получения профессорского звания, и был приглашен работать в Исторический музей им. Императора Александра III помощником по описанию рукописей. Параллельно с музейной работой он занимался научной деятельностью в университете, что выразилось в его статьях и научных докладах в Славянской комиссии Московского Археологического общества, Обществе истории литературы, Обществе Друзей Исторического музея.
Преподавать начал в годы Первой мировой войны на Московских Высших Женских курсах, где читал курс по истории русской литературы. В 1916 году был призван на военную службу. После демобилизации в мае 1918 года вернулся в Исторический музей, где возглавил новую музейную структуру — Отдел теоретического музееведения. С октября 1918 года он снова стал преподавать, на это раз уже на Вторых пулеметных курсах комсостава РККА, а затем в Военной школе имени ВЦИК вплоть до июня 1922 года.
В 1918 году вместе с А. В. Орешниковым, В. А. Городцовым и Н. Р. Левинсоном был в числе учредителей Общества друзей Исторического музея, задача которого состояла в содействии в организации выставок, экскурсий, лекций, экспедиций для пропаганды памятников истории и культуры из собрания ГИМ.
В 1919—1921 годы читал лекции по музейной библиографии на курсах по музееведению при Отделе по делам музеев Народного Комиссариата Просвещения РСФСР, с этого времени преподавание теории и практики музейного дела становится приоритетным направлением его преподавательской деятельности. Его коллегами по курсам в это время были известные в будущем специалисты: Б. Р. Виппер, Н. М. Щекотов, Н. Г. Машковцев, А. М. Эфрос, Н. И. Романов и другие, а историю музейного дела читал профессор Б. Ф. Адлер.
В 1922 году Малицкий начинает читать курс лекций и проводить семинарские занятия по теоретическому музееведению в Московском университете, тем самым положил начало
преподаванию музееведческих предметов в Московском университете и, одновременно, в Высшем Литературно-художественном институте им. В. Я. Брюсова.
В 1924 году назначен на должность Ученого секретаря Научной музейно-библиотечной секции Государственного Ученого Совета, в связи с чем был вынужден оставить преподавательскую деятельность.
в 1924–29 годы был председателем Комиссии по музееведению Московской секции Государственной академии истории материальной культуры (ГАИМК). Когда началась подготовка к созыву Первого музейного съезда, он был секретарём комитета по подготовке съезда, затем выступал с докладом «Музейное строительство».
Осенью 1928 года он, как один из самых известных в стране специалистов по музейному делу, для изучения состояния музеев за рубежом отправляется в двухмесячную заграничную командировку в Европу по музеям Швеции, Дании, Финляндии и Германии.
В конце декабря 1930 года на Первом всероссийском музейном съезде произошло «разоблачение» «врага народа» Б. Ф. Адлера, а уже в апреле 1931 года был арестован и Малицкий. Через пять месяцев он был отпущен, но из музея отчислен, после чего он пять лет был вынужден работать в других музеях. Преподавать, однако, он продолжил.
В 1931—1936 годы являлся доцентом Института аспирантуры Музея Революции СССР, где читал курс и вёл семинар «Музейное дело в СССР и за границей», с ноября 1934 г. преподавал историю музейного дела на заочном, а с февраля 1936 по декабрь 1938 гг. и на очном отделениях Высших Музейных курсов Наркомпроса РСФСР. Разработанная им и подготовленная к печати подробная «Программа-конспект по истории музейного дела» с систематизацией библиографии предмета, считается безусловным достижением отечественной музееведческой мысли 1930-х годов. Эта работа явилась обобщением всей его предыдущей лекционной работы, а материалы лекций были использованы им при написании статьи «Основные вопросы истории музейного дела в России до 1917 года». Все довоенные образовательные программы по подготовке музейных кадров благодаря Г. Л. Малицкому имели разделы по истории музейного дела.
В конце 1930-х годов Малицкий, как крупный специалист в области музейного дела, был включён в состав руководства Управления по организации и строительству Дворца Техники СССР (проект осуществлён не был). Он отвечал за все вопросы проектирования экспозиционной деятельности.
С 1939 года Малицкий работал в секции музейной техники при НИИКМР, а в 1944—1949 гг. — уже в самом НИИКМР по совместительству (старший научный сотрудник, консультант, с 1948 г. — член Совета института).
C начала 1940 года он начал работать в Московском университете старшим преподавателем Музейно-краеведческой кафедры при Истфаке, Биофаке и Геофаке, читая курс истории музейного дела и руководя дипломными работами.
В 1942 году Малицкий подал документы в Высшую Аттестационную Комиссию Всесоюзного Комитета по делам Высшей школы при СНК СССР для рассмотрения вопроса о присвоении ему учёного звания профессора, однако, по ряду причин, не смог пройти аттестацию на получение ученого звания.
в 1945 году его пригласили в Институт усовершенствования политпросветработников, а 10 марта 1945 года Малицкому была объявлена благодарность по Управлению музеев Наркомпроса РСФСР за образцовую лекционную работу на курсах директоров музеев.
В 1947—1951 годы сотрудничал с Оружейной палатой: проводил консультации научным сотрудникам, принимал непосредственное участие в написании и подготовке сборника научных трудов «Государственная Оружейная палата Московского Кремля» — это первое фундаментальное издание до сих пор представляет большой научный интерес.
В начале 1950-х годов в результате инсульта он стал практически неподвижен и потерял речь.
Скончался 24 января 1953 года в Москве.
В середине 1980 годов, когда подготовка музейных специалистов на базе ВУЗов возобновилась, преподаватели остро ощутили отсутствие учебников и другой методической
литературы, поэтому использовались работы по истории музейного дела Г. Л. Малицкого.

## Семья
- Жена (с 1923 г.) — Ксения Михайловна Малицкая (в девичестве Костромина), (1890—1969), советский искусствовед, один из самых крупных в стране специалистов по истории испанского искусства[8].
- Дочь — Ирина.

## Научные труды
- Рукописи Елпидифора Васильевича Барсова / Рукописи Елпидифора Васильевича Барсова / Г.Л. Малицкий и В.Н. Щепкин. - Москва : Синод. тип., 1915.
- Св. Георгий в облике старца в русской народной легенде и сказке. Москва, печатня А. Снегиревой, 1915.
- Литература по теории историко-археологических музеев // Казанский музейный вестник. – Казань, 1922. № 2.
- Бытовые мотивы и сюжеты народного искусства : (В росписи и резьбе) / Г. Л. Малицкий. - Казань : [Татгосиздат], 1923.
- К истории Оружейной палаты Московского Кремля // Государственная Оружейная палата Московского Кремля: Сб. науч. тр. М., 1954. С. 507–560.